# Látod, édesanyám, mért szültél a világra
A Látod, édesanyám, mért szültél a világra magyar népdal. A Magyar Televízió 1969-es Röpülj páva című műsorának egyik legkedveltebb dala volt. Az akkori változatot Vargyas Lajos gyűjtötte 1963-ban Szilicén.
Az e szócikkbeli változat a 3. sor néhány hangjában különbözik az 1963-astól, és kissé a ritmusában is eltér tőle. 2001-ben gyűjtötte Vakler Anna a Nógrád megyei Rimócon.

## Kotta és dallam
| Látod, édesanyám, látod, édesanyám, mért szültél a világra. Inkább dobtál volna, inkább dobtál volna a zavaros Tiszába. Tisza vize elvitt volna a széles Dunába. Hogy ne lettem volna, hogy ne lettem volna senki megunt babája. | Nincsen páros csillag, nincsen páros csillag, mind lehullott a földre. Nincsen hű szeretőm, nincsen hű szeretőm, mert elhagyott örökre. Ha elhagyott, mit tehetek, elment örökre, még a síromban is, még a föld alatt is csak ő jár az eszembe. |

## Felvételek
- Látod édesanyám (népdal). Nagy Zsazsa  YouTube (2010. március 14.)  (Hozzáférés: 2017. január 14.) (audió) ének
- Látod édesanyám. Holdviola  YouTube (2009. július 30.)  (Hozzáférés: 2017. január 14.) (videó) ének, klasszikus gitár
- Látod édesanyám, miért szültél a világra? YouTube (2012. április 26.)  (Hozzáférés: 2017. január 14.) (audió) ének hangszeres kísérettel
- Látod édesanyám. Madarász Katalin  YouTube (2015. május 25.)  (Hozzáférés: 2017. január 14.) (audió, képsorozat) magyar nóta
- Látod édesanyám... Csillagok csillagok... YouTube (2012. január 14.)  (Hozzáférés: 2017. január 14.) (audió, képsorozat) 1:27-ig. magyar nóta
- Látod édesanyám... YouTube (2014. október 9.)  (Hozzáférés: 2017. január 14.) (audió) 3:15-ig. lakodalmas rock